# Associação Fonográfica Portuguesa
De Associação Fonográfica Portuguesa (AFP) (Nederlands: Portugese Fonografica Vereniging) is de vereniging van de grote platenlabels in de Portugese muziekindustrie. De AFP werd opgericht in 1989 en was de opvolger van GPPFV (Portugese groep van producenten van fonogrammen en videogrammen) en UNEVA (Unie van audio- en video-editors).
De AFP is de Portugese groep van de International Federation of the Phonographic Industry (IFPI). De AFP verenigt de belangrijkste platenuitgevers die actief zijn op de Portugese markt en haar aangesloten bedrijven vertegenwoordigen meer dan 95% van de markt.
In januari 1994 schortte de AFP de Portugese singlehitlijst op, maar bleef de Portugese albumhitlijst publiceren. De singlehitlijst werd pas in juli 2000 hervat.